# 배민수
배민수(裵敏洙, 1896년 10월 8일 ~ 1968년 8월 25일)는 일제강점기 독립운동가, 대한민국의 목사이다.하나님을 믿었었다

## 생애
충청북도 청주 북문로에서 대한제국 청주 진위대 부교 배창근(1867년 ~ 1909년)의 아들로 태어났다. 평양 숭실중학교에 다녔고, 당시 장대재교회에 다녔다. 1917년 장일환이 설립한 조선국민회에 참가해 서기 겸 통신부장을 지냈다. 1918년 1월 20일 일제 경찰에 체포돼 1년형을 받고 평양 감옥에 수감됐다. 1919년 2월 8일 석방된 뒤 어머니와 누나가 있는 성진으로 가서 3.1 만세운동에 참가했다. 또 체포돼 1년6개월형을 받았다. 1923년에는 4개월간 중국을 여행했다. 이후 정신적 지도자인 조만식을 만나 인도 간디식의 무저항, 불복종주의에 관심을 갖게 됐고, 생활고에 시달리는 농민들을 위하여 농촌개혁운동을 펴는 것이 민족의 활로를 여는 한 방법임을 깨닫게 되었다.유소기 등이 주축이 된 '기독교농촌연구회'에 참여해 활동했다. 1931년 미국 유학을 떠났다. 맥코믹 신학대를 다닌 뒤 1933년 귀국해 조만식 등 옛 동료들과 함께 '기독교농촌연구회'를 재건하였고, 1933년 9월 장로교 농촌부 초대 총무에 취임했다. 1934년에는 장로교 목사가 됐다. 1941년부터 1943년까지 프린스턴 신학교에서 공부했고, 미국 내 일본인 편지 검열관으로 일하기도 했다. 이 일을 계기로 해방후 한국에 돌아와 미군 군속으로 일했고, 1948년 미군철수 당시 미국으로 다시 건너가 메카레스터 대학에서 명예 신학박사학위를 받았다. 한때 자유당에 입당했지만, 이승만과 결별한 뒤 주로 농촌지도자 교육사업에 몰두했다. 1956년 대전에서 기독교농민학원을 설립하고 초대 원장이 됐다. 1967년에는 삼애농업기술학원과 삼애실업학교를 설립하는 등 농촌지도자를 양성하는 일에 몰두하다가 1968년 대전 자택에서 사망했다. 1993년 8월 15일 아버지 배창근과 함께 건국훈장 애국장이 추서됐다.

## 기타
- 아버지 배창근은 의병 할동에 참가했다가 1908년 여름 일경에 체포돼 청안 감독에 수감됐고, 1908년 8월 서대문교도소에서 순사했다.'순국한 의병장의 아들 배민수'라는 자의식은 배민수의 자랑이었고, 십자가였고, 삶을 이끌어가는 원동력이었다.
- 하나님 사랑, 농촌 사랑, 노동 사랑의 삼애정신(三愛情神)을 주창했다.[3]
- 연세대는 기증받은 부지를 기반으로 1980년대 초 낙농학과(현재 생물자원공학과)를 창설하고, 1993년부터 매년 배민수 기념강좌를 열어 농어촌 교역자 자녀인 석·박사 과정 10명에게 장학금을 지급했다.[4]
- 삼애농업기술학원 재단을 설립했다. 이 재단은 1976년 경기도 고양시 중산동 고봉산 기슭에 있는 삼애농장과 삼애농업기술학원 등을 연세대학교에 기증했다. 이 곳에는 2006년 9월 17일 연세대 부설 삼애교회가 설립됐다.
- 조선국민회에서 북한 김일성 주석의 아버지 김형직과 같이 활동했다.